# Bund der Österreichischen Trachten- und Heimatverbände
Der Bund der Österreichischen Trachten- und Heimatverbände ist ein Zusammenschluss österreichischer Trachtenvereine und Heimatverbände.

## Geschichte
1891 wurde der noch heute bestehende Trachtenverein „Alpinia“ in Salzburg als erster österreichischer Trachtenverein gegründet. Ein Hinweis auf den damaligen bayerischen Einfluss ist, dass dieser Verein nicht nur dem Landesverband Salzburg angehört, sondern auch noch Mitglied des Bayerischen Gauverbandes I ist. Im Jahr 1908 wurde der 1. Reichsverband der Trachtenvereine in Salzburg gegründet. Nach dem Zweiten Weltkrieg wurde am 25. Mai 1947 die „Arbeitsgemeinschaft der Landesverbände der Trachtenvereine Österreichs“ gegründet. Gründungsobmann war Hans Schwarzlmüller. Im Jahr 1960 erfolgt dann die Umbenennung in „Bund der Österreichischen Trachten- und Heimatverbände“.  Präsident ist Rupert Klein.